# 诺维-舍夫里耶尔
诺维-舍夫里耶尔（法語：Novy-Chevrières，法語發音：[nɔvi ʃəvʁijɛʁ]）是法国大東部大區阿登省的一个市镇，属于勒泰勒区。该市镇于1828年由原市镇诺维（Novy）和舍夫里耶尔（Chevrières）合并而成。

## 地理
诺维-舍夫里耶尔（49°32'20"N, 4°26'38"E）面积17.2 平方千米，位于法国大東部大區阿登省，该省份为法国北部内陆省份，西接埃纳省，南至马恩省，东临默兹省，北与比利时接壤。
与诺维-舍夫里耶尔接壤的市镇（或旧市镇、城区）包括：欧邦库尔-沃泽勒、贝尔通库尔、科尔尼-马谢罗梅尼勒、库西、杜村、吕基、诺维永波尔西安、索邦。
诺维-舍夫里耶尔的时区为UTC+01:00、UTC+02:00（夏令时）。

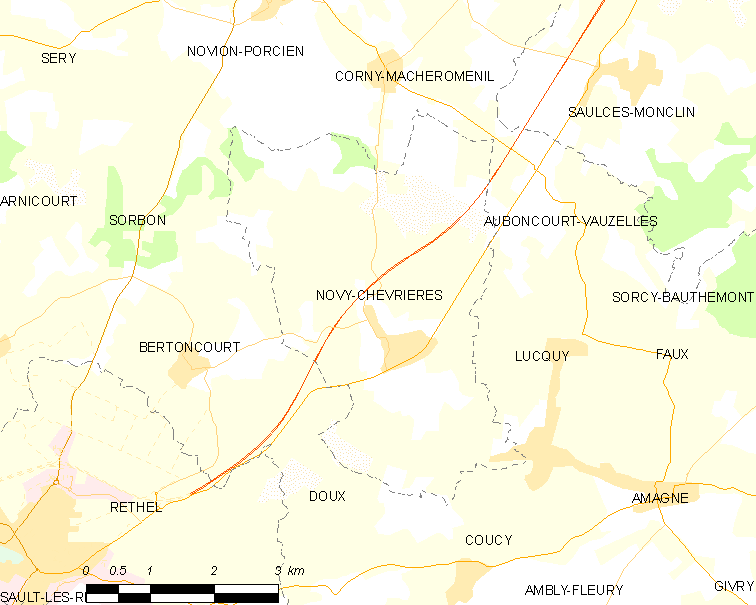
诺维-舍夫里耶尔的OSM定位图

## 行政
诺维-舍夫里耶尔的邮政编码为08300，INSEE市镇编码为08330。

## 政治
诺维-舍夫里耶尔所属的省级选区为勒泰勒县。

## 人口

1962-2008年间诺维-舍夫里耶尔人口变化图示

诺维-舍夫里耶尔于2022年1月1日时的人口数量为744人。